# 明戈縣
明戈縣（英語：Mingo County）是位於美国西維吉尼亞州西南部的一個縣，西、西南鄰肯塔基州，面積1,097平方公里。根據2020年美國人口普查，共有人口23,568人。縣治威廉森（Williamson）。該縣成立於1895年1月30日，是該州最近成立的縣；縣名源自明戈人（易洛魁聯盟的一支，18世紀遷居至俄亥俄州）。